# الدوري الهولندي الممتاز 1933–34
الدوري الهولندي الممتاز 1933–34 (بالهولندية: Nederlands landskampioenschap voetbal 1933/34)‏ هو الموسم 46 من الدوري الهولندي الممتاز. أشرف على تنظيمه الاتحاد الملكي الهولندي لكرة القدم، وكان عدد الأندية المشاركة فيه 50، وفاز فيه أياكس أمستردام.